# Коефіцієнт тари
Коефіцієнт тари (рос. коэффициент тары, англ. package coefficient) – відношення власної маси ємності до маси вантажу у цій ємності Кт=М/Мв.

## Приклади
Коефіцієнт тари для вугільних вагонеток коливається у межах 0,46-0,60. Менше значення відповідає вагонеткам більшої вантажопідйомності. Для секційного потяга ПС-3,5 коефіцієнт тари становить 0,33.